# Zola (rapper)
Zola, pseudonimo di Aurélien N'Zuzi Zola (Évry, 16 novembre 1999), è un rapper francese di origine congolese.

## Biografia
Aurélien N'Zuzi Zola è nato a Évry da madre francese e padre congolese. Oltre al rap sviluppa una passione per il motociclismo: da qui l'idea di includere delle motociclette in molti dei suoi video musicali.

## Carriera
Zola comincia la sua carriera musicale come membro del gruppo Osiris, intraprendendo poi una carriera solista nel 2017. Viene presto notato dal produttore Kore, firmando per la sua etichetta, AWA. Il suo primo album in studio arriva il 5 aprile 2019: si intitola Cicatrices ed è composto da 16 tracce, comprese collaborazioni con i rapper Ninho, Key Largo e Noname. Nel dicembre dello stesso anno Cicatrices viene certificato disco di platino.
Nel maggio 2020 Zola pubblica il singolo Bro Bro, che raggiunge la terza posizione nelle classifiche francesi. In seguito esce Wow, che anticipa il secondo album, Survie, uscito il 20 novembre 2020. L'album, che contiene le collaborazioni di Leto e SCH, diventa il quinto più ascoltato al mondo nella settimana dell'uscita. Il singolo Amber, pubblicato nel 2022, ottiene un buon successo, raggiungendo la vetta della classifica francese.
Il 15 gennaio 2023 Zola subisce un infortunio a seguito di una caduta in moto a Kinshasa, durante le riprese del video del singolo Tout la journée con Tiakola. Qualche mese dopo, il 26 maggio, pubblica il suo terzo album in studio, dal titolo Diamant du Bled. Il 26 gennaio 2024 è la volta di Frères ennemis, album inciso insieme al collega Koba LaD.

## Stile musicale
L'artista ha dichiarato di ispirarsi al movimento trap statunitense.

## Discografia

### Album in studio
- 2019 – Cicatrices
- 2020 – Survie
- 2023 – Diamant du Bled
- 2024 – Frères ennemis (con Koba LaD)

### Singoli
- 2018 – Honey
- 2018 – Extasy
- 2018 – California Girl
- 2018 – Bernard Tapie
- 2018 – Scarface
- 2018 – Ouais ouais
- 2018 – Spiderman (freestyle OKLM)
- 2019 – Booska Rocket
- 2019 – Zolabeille
- 2020 – Bro Bro
- 2020 – Wow
- 2020 – Booska'sten
- 2022 – Papel
- 2022 – Amber
- 2022 – Cartier panthère
- 2023 – Toute la journée (feat. Tiakola)
- 2023 – Coeur de Ice (feat. Damso)
- 2023 – Finish Him (feat. Ateyaba)
- 2023 – La guitare suit la mélo (con Dadju)
- 2023 – Aller sans retour (con Koba LaD)
- 2024 – Temps en temps (con Koba LaD)